# Asiatischer Quastenstachler
Der Asiatische Quastenstachler (Atherurus macrourus) ist eine Stachelschweinart aus der Gattung der Quastenstachler (Atherurus). Er kommt in Asien vom Süden der Volksrepublik China bis nach Indien und Südostasien vor.

## Merkmale
Der Asiatische Quastenstachler erreicht eine Kopf-Rumpf-Länge von 34,5 bis 52,5 Zentimetern, die Schwanzlänge beträgt 13,9 bis 22,8 Zentimeter und das Gewicht liegt zwischen zwei und vier Kilogramm. Der Hinterfuß wird 64 bis 75 Millimeter lang, die Ohrlänge beträgt 30 bis 36 Millimeter. Er ist damit für ein Nagetier vergleichsweise groß, innerhalb der Stachelschweine jedoch relativ klein mit einem vergleichsweise langen Schwanz und kurzen Beinen. Der Rücken ist mit flachen und gekerbten Stacheln bedeckt, die Stacheln der Bauchseite sind weich und dünn. Der Schwanz ist schuppig und endet in einer Quaste aus weißen, etwa 20 Zentimeter langen und harten Stachelborsten. Die Weibchen haben zwei seitlich angelegte Zitzen.
Die Schädellänge beträgt 83 bis 120 Millimeter. Die Nasenbeine sind schmal und kurz und erreichen eine Länge von weniger als 30 % der Schädellänge und der vorderste Bereich reicht nur etwa 3 bis 4 Millimeter über den Vorderrand des Zwischenkieferbeins hinaus. Alle Molaren besitzen eine vollständige Zahnwurzel.

## Verbreitung

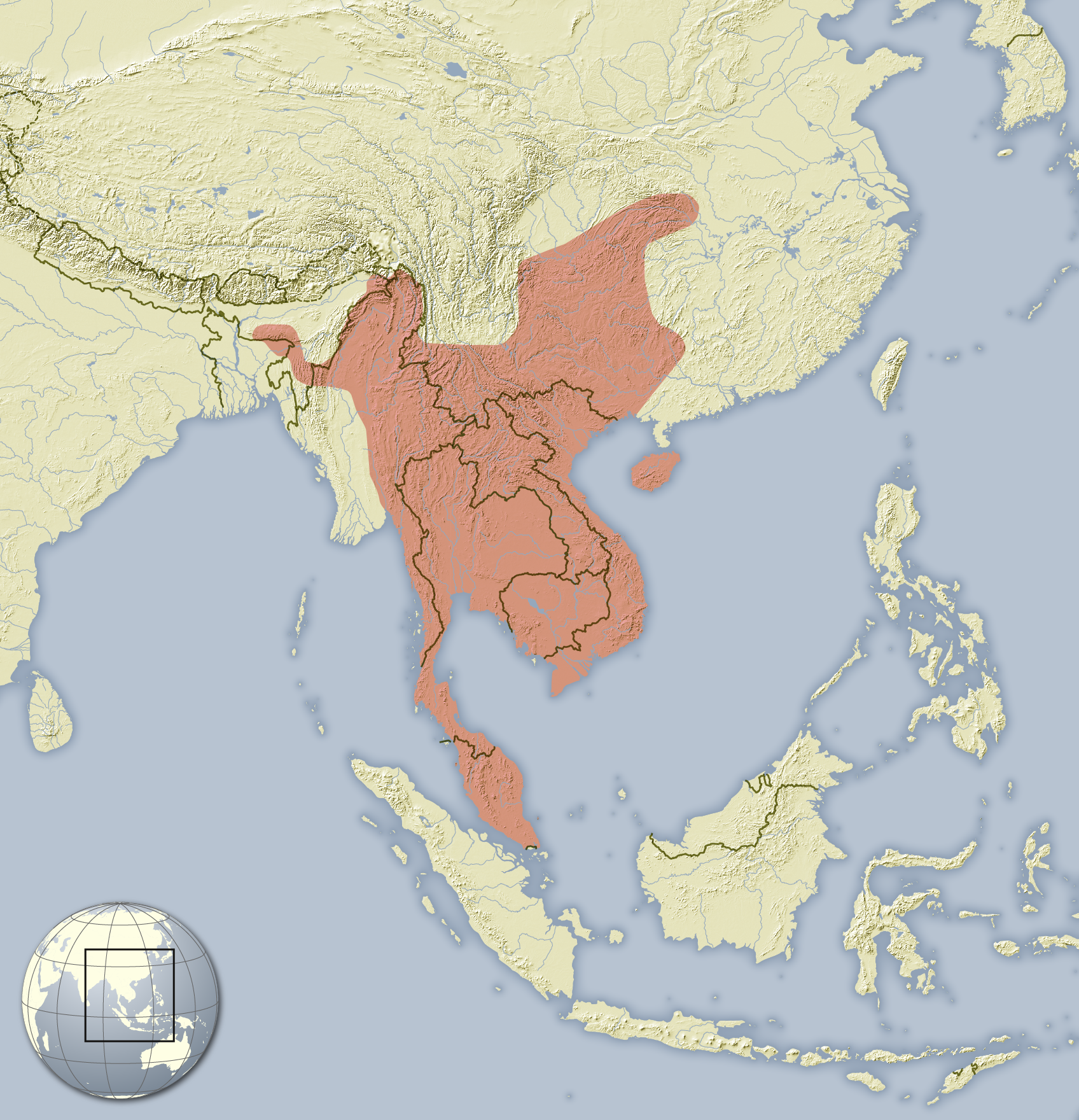
Verbreitungsgebiet des Asiatischen Quastenstachlers

Der Asiatische Quastenstachler kommt in Asien vom Süden der Volksrepublik China bis nach Indien und Südostasien vor. In Indien lebt er in Assam und er kommt wahrscheinlich auch im angrenzenden Bangladesch vor. In China umfasst das Verbreitungsgebiet die Provinzen Sichuan, Guizhou, Yunnan, Hubei, Hunnan und Guangxi sowie die Insel Hainan. In Südostasien reicht die Verbreitung über Myanmar, Thailand mit der Insel Tarutau, Kambodscha, Laos, Vietnam und das Festland von Malaysia. Die Art wurde zudem auf der zu Indonesien gehörenden Insel Sumatra dokumentiert, eine Bestätigung steht jedoch noch aus.

## Lebensweise
Der Asiatische Quastenstachler lebt am Boden in dichten subtropischen und tropischen Bergwäldern, wahrscheinlich vorwiegend mit steinigen Böden und reichlich Unterholz mit Zuckerrohr und Bambuspflanzen. Er ist nachtaktiv und primär bodenlebend, kann jedoch auch in Bäume und Gebüsch klettern. Die Tiere ernähren sich vorwiegend herbivor von Wurzeln, Knollen und grünen Pflanzenteilen. Sie leben in selbst gegrabenen oder übernommenen Bauen, die auch verbunden sein können und bis zu drei Individuen aufnehmen. Die Weibchen produzieren pro Jahr bis zu zwei Würfe und gebären nach einer Tragzeit von 100 bis 110 Tagen ein bis seltener zwei Jungtiere, die als Nestflüchter sehr schnell eigenständig aktiv sind. Sie verlassen den mütterlichen Bau nach etwa einer Woche, wenn die Stacheln ausgehärtet sind.

## Systematik
Der Asiatische Quastenstachler wird als eigenständige Art innerhalb der Gattung der Quastenstachler (Atherurus) eingeordnet, die aus zwei Arten besteht und neben ihm noch den Afrikanischen Quastenstachler (A. africanus) enthält. Die wissenschaftliche Erstbeschreibung stammt von Carl von Linné aus dem Jahr 1758, der die Art in der 10. Auflage seines Systema naturae beschrieb.
Innerhalb der Art werden neben der Nominatform nach Wilson & Reeder 2005 keine Unterarten unterschieden, Smith & Yan Xie 2009 geben jedoch für den chinesischen Teil des Verbreitungsgebietes zwei Unterarten an: Die Nominatform A. m. macrourus auf dem chinesischen Festland sowie die Inselform A. m. hainanus auf der Insel Hainan.

## Status, Bedrohung und Schutz
Der Asiatische Quastenstachler wird von der International Union for Conservation of Nature and Natural Resources (IUCN) als nicht gefährdet (Least concern) eingeordnet. Begründet wird dies mit dem großen Verbreitungsgebiet und seinem Vorkommen in mehreren geschützten Regionen sowie dem nur geringen Rückgang der Bestände, der eine Aufnahme in eine Gefährdungskategorie nicht rechtfertigt. Vor allem in Südasien ist die Art lokal durch die Umwandlung von Waldflächen in landwirtschaftliche Flächen, die Entnahme von Holz aus den Lebensräumen sowie die Jagd und Unfälle gefährdet.

## Belege
1. 1 2 3 4 5 6  Andrew T. Smith: Asiatic Brush-Tailed Porcupine. In: Andrew T. Smith, Yan Xie: A Guide to the Mammals of China. Princeton University Press, Princeton NJ 2008, ISBN 978-0-691-09984-2, S. 274.
2. 1 2 3 4 5  Atherurus macrourus in der Roten Liste gefährdeter Arten der IUCN 2015-4. Eingestellt von: D. Lunde, S. Molur, 2008. Abgerufen am 14. Dezember 2015.
3. 1 2   Atherurus macrourus (Memento vom 22. Dezember 2015 im Internet Archive). In: Don E. Wilson, DeeAnn M. Reeder (Hrsg.): Mammal Species of the World. A taxonomic and geographic Reference. 2 Bände. 3. Auflage. Johns Hopkins University Press, Baltimore MD 2005, ISBN 0-8018-8221-4.